# ミチヲユケ
「ミチヲユケ」は、日本のポップ・ロック・バンドである緑黄色社会の楽曲。2022年11月9日にSony Music Labelsの社内レーベルEpic Records Japanより6枚目のシングルとして発売され、カップリング曲としてFUJIFILM「ワクワクがリンクする。」INSTAX mini Link 2篇CMソングの「Don!!」が収録された。楽曲は、日本テレビ系 水曜ドラマ『ファーストペンギン!』の主題歌として書き下ろされ、ロックやジャズなど複数のジャンルを融合したアレンジとなっている。作詞は長屋晴子、作曲は小林壱誓と穴見真吾の共作。
シングル『ミチヲユケ』は、オリコン週間シングルランキングで最高位18位を記録。また、Billboard Japan Hot 100では最高位32位を記録した。

## 背景・リリース
2022年9月17日、10月5日から放送が開始される『ファーストペンギン!』の主題歌を緑黄色社会が担当すること、主題歌タイトルが「ミチヲユケ」に決定したことを発表。作詞を担当した長屋晴子は、主題歌に決まったことについて私は新しいことを億劫に感じてしまうことが多いのですが、台本が進むごとに変わっていく展開、広がる世界に、気付けば期待でゾクゾクしていました。新たな一歩を踏み出す勇気を与えてくれる。奮い立たせてくれる。そんなドラマに力添えできることを、光栄に思いますとコメントした。
10月7日、シングル『ミチヲユケ』が11月9日にSony Music Labelsの社内レーベルEpic Records Japanより6枚目のシングルとして発売されることを発表。シングルは、通常盤と初回生産限定盤の2形態での発売で、初回生産限定盤には、全国ホールツアー『Actor tour 2022』から2022年6月18日の仙台サンプラザホール公演のライブ映像を収録したBlu-rayが付属。
10月19日にティザービデオが公開され、同時に11月3日に先行配信されることが発表された。
11月3日、各音楽配信サイトでの先行配信が開始された。

## 制作
「ミチヲユケ」は、テレビドラマ『ファーストペンギン!』の主題歌として書き下ろされた楽曲で、メンバーはドラマ側から企画書を受け取って曲作りに取りかかった。作曲は小林と穴見の共作で、ドラマの主題歌のオファーを受ける前から、本作の原型となる曲が存在していた。約1年前まで共同生活をしていて小林と穴見は、「二人でいるうちにいっぱい曲をつくろうぜ」という勢いと遊び心のもとで楽曲制作に取り組み、その中でできたうちの1曲が本作の原型であった。この段階で1コーラス分のメロディーが付いていて、歌詞もすでに存在していた。元々の楽曲は、小林によると「デジタルというか、シリアスな感じが強い」アレンジで、ドラマの主題歌のオファーを受けて穴見がドラマに合うようにアレンジを加えた。穴見によると「間奏やアレンジの勢いもまったく変わった」とのことで、「ウォオ・オー」というヴァースもドラマの主題歌のオファーを受けてから加えられた。楽曲中には効果音が多数入っているほか、2番目のBメロの後にある間奏部分にはヒップホップでよく使用されるリズムが入っている。穴見はそのリズムの中でギターソロも入ってきて、ピアノも混じってきて、Dメロ（大サビ）に入っていくという展開は、1人で作曲していたらなかなか成しえないなと思っていて。僕と（小林）壱誓でつくったメロディーに長屋が歌詞を乗せてくれて、ドラマの主題歌に、というお話があって、という色んなエッセンスが加わってできたので、その過程は本当に面白いなと想いますねと語っている。
作詞を手がけた長屋はentaxのインタビューで、歌詞がドラマの内容からイメージをふくらませている部分が多いとしたうえで、姪が生まれたことについて触れその姪っ子たちから学ぶことがすごく多くて、彼女たちにとっては生まれてきて目にするもの、触れるものが全部初めてなわけなんですよ。すごくキラキラした目で色んなものに見たり触れたりしている姿を見て、いつからこういう感情や行動ってなくなってしまったんだろう、という気持ちになったんです。大人になるにつれて挑戦することが怖くなってしまったり、新たな経験を遠ざけてしまうようなことが増えて、できることが増えるって本当はすごく喜ばしいことなのにな、というところから話をふくらまして歌詞を書いていきましたと語っている。歌詞中の「生まれ続ける」という表現について長屋は、自分を変えることを表現しようと思ったときに、「生まれ変わる」だと弱いなと思ったんです。そこで終わっちゃダメだよなって。「生まれ続ける」くらいじゃないと、死に際に満足のいく人生だったとは思えないだろうなと思ってと説明している。
ピアノのレコーディングでは、peppe曰（）く「今までにない実験的なこと」も行なわれた。アレンジャーの川口圭太の提案により、ピアノの弦の上に鉛筆や缶の蓋が置かれ、弾いた時にそれが跳ねる音も録音された。これについてpeppeは私はずっと「ピアノの上に物を置いちゃいけない」という感覚でいたから「すごい！」と思って（笑）。マジックが起こったみたいだったと語っている。peppeは、曲の最後のオルガンの音も含めて本作において「気分で入れてみたフレーズ」を採用したとし、本作について「今までの常識を壊していった曲」と説明している。

### Don!!
カップリング曲の「Don!!」は、FUJIFILM「ワクワクがリンクする。」INSTAX mini Link 2篇のCMソングとして使用された楽曲で、作詞は小林で作曲は穴見と小林の共作。楽曲は、小林によると「「誰もまだ、本当の意味で平和って味わったことがないんじゃないかな？」という世の中に対しての風刺」で、（タイアップ曲であったことから）「あまりそういうこと言いすぎてもな」と思いつつ提出したところ、快く受け入れてもらえたと語っている。
長屋は、歌詞が入ったことで印象が変わったとし、仮歌の段階では歌詞はまだなかったんですけど、その状態だと軽いというか、単純に一緒に踊れる楽しい曲って言う感じで。でも、この歌詞が付いたことでメッセージ性を帯びてきて、聴き流されない曲になったと思いますと語っている。
12月3日から「INSTAX“チェキ”」の新テレビCM「ワクワククリスマス」篇の放映が開始され、同CMにはクリスマスバージョンが使用された。このバージョンは音源化されていない。
2023年3月8日に表参道ヒルズ スペースオーで開催された富士フイルム「INSTAX"チェキ"新製品発表会」では、アコースティックのアレンジで披露された。

## ミュージック・ビデオ
「ミチヲユケ」のミュージック・ビデオは、2022年11月6日に公開された。ミュージック・ビデオは、一面に水が張られた円形の舞台に向き合うように配置されたメンバーが演奏するという内容になっている。監督は、「キャラクター」や「陽はまた昇るから」などのミュージック・ビデオも手がけた田向潤が務めた。なお、レコーディングでは城戸紘志がドラムを担当したが、ミュージック・ビデオには森瑞希がドラマーとして出演している。

## 評価
『リアルサウンド』にレビューを寄稿したライターの渡部あきこは、「ミチヲユケ」について〈Be free!〉という力強いメッセージとともに幕を開け、新たな世界を切り拓こうとする決意を高らかに歌い上げる。フリースタイルジャズを彷彿（）とさせる複雑かつアグレッシブなトラックと、それに負けじと挑戦的な様相を見せる長屋晴子のボーカルが強烈なグルーヴを創出。ドラマの世界観のみならず、バンドのあり方までも示したようなアンセムに仕上がったと評した。また、カップリング曲の「Don!!」については軽やかでダンサブルな曲調は彼らの面目躍如とも言え、ライブ映え必至の楽曲と評している。
『ROCKIN'ON JAPAN』の高橋智樹は、楽曲についてロックもジャズもダブも秒刻みで入り乱れるビート、エッジィに弾み回るバンドアンサンブルのスリルを全身で謳歌するかのように、長屋晴子の伸びやかな熱唱は意気揚々と躍動感を増していく結成10周年記念の日本武道館ワンマン2デイズでさらなる「その先」への決意を掲げていた緑黄色社会の、この上なくアグレッシブなファンファーレとしても力強く響いてくると評し、シングルについて作品ごとに表現の可能性を押し広げてきた緑黄色社会のポップ全能感が、「触れるものすべて自分たちの音楽になる」レベルにまで高まったことを感じさせる快盤と評した。
音楽ライターの松本侃士は、「ミチヲユケ」をロック、ジャズなどの複数のジャンルを軽やかに往来していくスリリングな展開、次々に色合いを変えていく鮮やかなバンドアンサンブルは圧巻で、各メンバーの高い演奏技術に裏付けられた楽曲とし、長屋のボーカルについて緑黄色社会史上最上級のパワフルさを放っている。武道館という大舞台を経て、さらにその先へと力強く踏み出そうとする熱い気概を感じさせる歌声にグッと引き込まれると評した。また、松本はドラマの内容を引き合いに各話のエンドロールにおいてアグレッシブに響く『ミチヲユケ』は、和佳の背中を力強く押すような役割を果たしている。このドラマの物語から勇気を授けてもらったからこそ、次は自分がそれを歌にして和佳の物語を彩りたい。長屋の今作にかける深い想いが伝わってくる主題歌だと評した。

## シングル収録曲
| #         | タイトル                      | 作詞      | 作曲              | 編曲                   | 時間  |
| --------- | ----------------------------- | --------- | ----------------- | ---------------------- | ----- |
| 1.        | 「ミチヲユケ」                | 長屋晴子  | 小林壱誓 穴見真吾 | 川口圭太 緑黄色社会    | 3:36  |
| 2.        | 「Don!!」                     | 小林壱誓  | 小林壱誓 穴見真吾 | 穴見真吾 soundbreakers | 3:49  |
| 3.        | 「ミチヲユケ -Instrumental-」 |           |                   |                        | 3:36  |
| 4.        | 「Don!! -Instrumental-」      |           |                   |                        | 3:47  |
| 合計時間: | 合計時間:                     | 合計時間: | 合計時間:         | 合計時間:              | 14:48 |

| #   | タイトル                           | 作詞 | 作曲・編曲 |
| --- | ---------------------------------- | ---- | ---------- |
| 1.  | 「Actor」                          |      |            |
| 2.  | 「スクリーンと横顔」               |      |            |
| 3.  | 「Shout Baby」                     |      |            |
| 4.  | 「またね」                         |      |            |
| 5.  | 「リトルシンガー」                 |      |            |
| 6.  | 「あのころ見た光」                 |      |            |
| 7.  | 「ずっとずっとずっと」             |      |            |
| 8.  | 「揺れる」                         |      |            |
| 9.  | 「アラモードにワルツ」             |      |            |
| 10. | 「安心してね」                     |      |            |
| 11. | 「LITMUS」                         |      |            |
| 12. | 「merry-go-round」                 |      |            |
| 13. | 「Landscape」                      |      |            |
| 14. | 「これからのこと、それからのこと」 |      |            |
| 15. | 「sabotage」                       |      |            |
| 16. | 「S.T.U.D」                        |      |            |
| 17. | 「Mela!」                          |      |            |
| 18. | 「キャラクター」                   |      |            |
| 19. | 「夏を生きる」                     |      |            |
| 20. | 「陽はまた昇るから」               |      |            |
| 21. | 「始まりの歌」                     |      |            |

## クレジット
※出典
緑黄色社会
- 長屋晴子 – Vocal & Guitar
- 小林壱誓 – Guitar & Chorus
- peppe – Keyboard & Chorus
- 穴見真吾 – Bass & Chorus

外部ミュージシャン
- 城戸紘志 – Drums

レコーディング・スタッフ
- 村上宣之 – Recording & Mixing
- 阿部充泰 – Mastering

## チャート成績
| チャート (2022年)           | 最高位 |
| --------------------------- | ------ |
| 日本 (Japan Hot 100)        | 32     |
| 日本 (オリコン)             | 18     |
| 日本 (オリコン合算シングル) | 31     |

| チャート (2022年)                      | 最高位 |
| -------------------------------------- | ------ |
| Japan Download Songs (Billboard JAPAN) | 40     |
| 日本 (オリコンデジタルシングル)        | 39     |

## 発売日一覧
| 国/地域 | 発売日        | レーベル           | 規格       | 規格品番      | 備考           |
| ------- | ------------- | ------------------ | ---------- | ------------- | -------------- |
| 全国    | 2022年11月3日 | Epic Records Japan | 音楽配信   | ESXX02690B00Z | 先行配信       |
| 全国    | 2022年11月9日 | Epic Records Japan | 音楽配信   | ESCL05720B00Z |                |
| 日本    | 2022年11月9日 | Epic Records Japan | CD+Blu-ray | ESCL-5718/9   | 初回生産限定盤 |
| 日本    | 2022年11月9日 | Epic Records Japan | CD         | ESCL-5720     | 通常盤         |